# 풍국주정
풍국주정(Pungguk Ethanol Co. Ltd.)은 대한민국의 주정 기업이다. 본사는 대구광역시 달서구 성서로 72 에 위치해 있다. 대표이사는 이한용이다

## 종속회사
- 선도산업: 산업용가스 제조 및 판매
- 에스디지: 수소 및 아세틸렌 제조 및 판매[2]

## 같이 보기
- 에탄올
- 한국알콜

## 참고 문헌
1. ↑  김선영, 한국IR협의회 기술분석보고서-풍국주정,	2020.02.06
2. ↑  박진형, 유안타증권 Company Report 풍국주정, 2019.09.10